# 張秀文
張秀文（英語：Sammi Cheung Sau Man，1987年9月26日—），香港女演員及主持，曾為《2010年度香港小姐競選》亞軍，曾為無綫電視經理人合約藝員。

## 簡歷

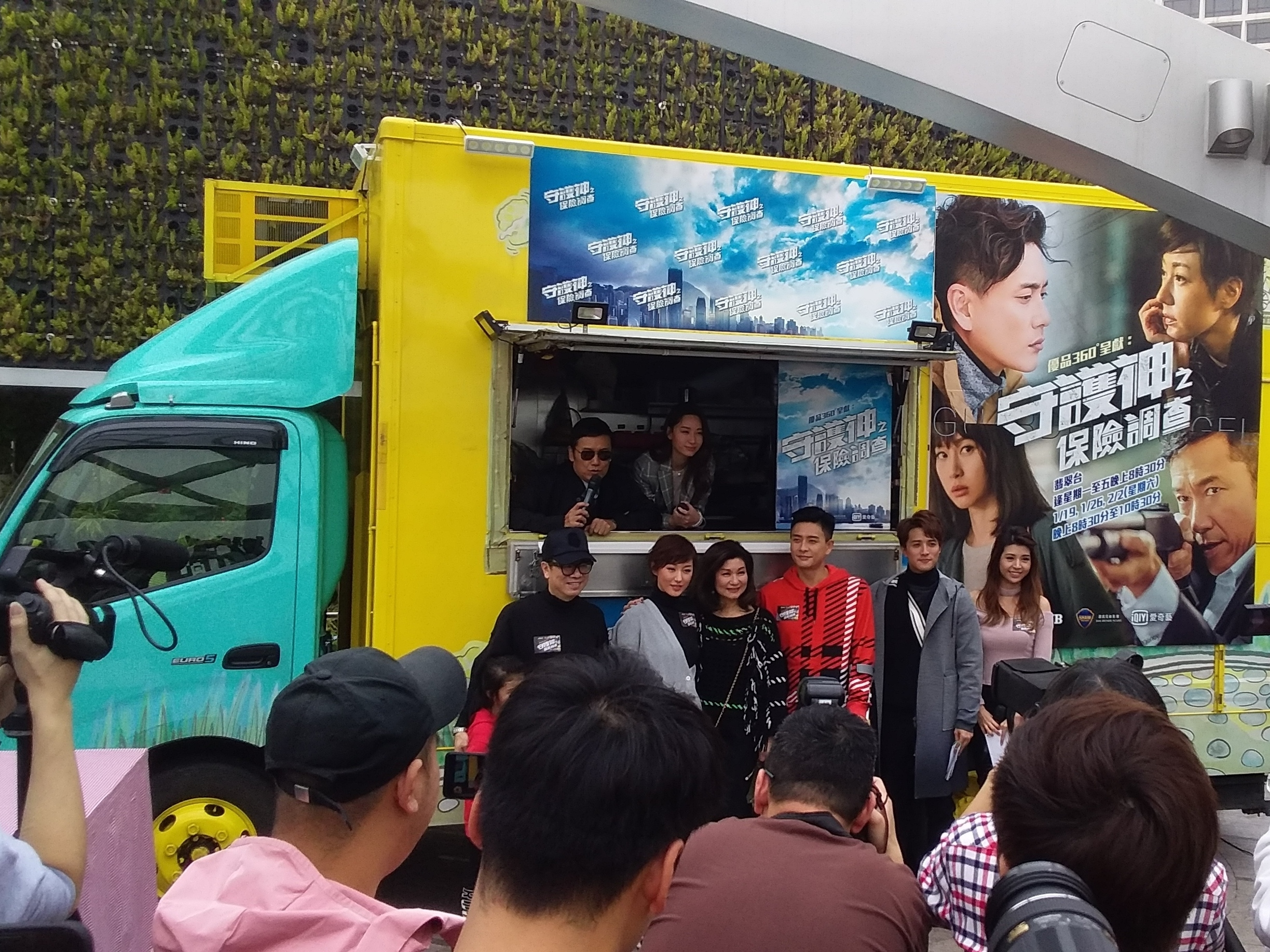
張秀文出席「神級美食開心Share」宣傳活動

張秀文有一兄一姊，從小與家人同住馬鞍山耀安邨，畢業於基督教香港信義會馬鞍山信義學校及沙田蘇浙公學，考畢香港高級程度會考便升讀香港大學化學系，但在入讀一年因母親患病，加上自己經常蹺課而錯過期中考試，結果決定退學。其後，她花了一年時間工作，再以理想成績考入香港城市大學工商管理系修讀學士課程，主修日本國際商業研究。就讀大學期間，她曾兼職售貨員、模特兒、酒吧拳手和替人補習以幫補家計。後來，她參加《2010年度香港小姐競選》，最終獲得亞軍，遂加入娛樂圈，開始其演藝事業。
張秀文加入娛樂圈初時發展平平，直至2014年11月加入主持資訊節目《學是學非》才開始受到注目；2015年7月因穿着泳衣參與直播遊戲節目《超強選擇1分鐘》，被網民發現身材出眾而獲封為無綫電視新一代「咪神（巨乳女神）」。她入行以來主要擔任活動司儀和電視節目主持，但偶爾亦會拍攝劇集。2020年，她在劇集《木棘証人》裡首次擔演要角「戴碧琪（Yuki）」而受到注目。

## 感情生活
張秀文曾跟馬來西亞足球員仇志強兒子仇耀斌拍拖，兩人戀情始於2017年。2020年2月，她與林盛斌合作主持遊戲節目《你估我唔到》而變得熟稔，並經對方介紹下認識了皮草商人王大業的堂弟、金融界人士王大權，兩人交往一年後在2021年11月16日宣佈結婚，12月23日則在聖德肋撒堂舉行婚禮。

## 演出作品

### 電視劇
| 首播         | 劇名                           | 角色              |
| 無綫電視     |                                |                   |
| 2011年       | 結·分@謊情式                   | 張婉雯（Angela）  |
| 2012年       | 巴不得媽媽...                  | 翟定音（聲演）    |
| 2012至2015年 | 愛·回家                        | 岑婉君            |
| 2013年       | 法網狙擊                       | 空 姐             |
| 2013年       | 戀愛季節                       | 黃莉欣（Charlie） |
| 2013年       | 衝上雲霄II                     | 田天儀（Tinnie）  |
| 2014年       | 女人俱樂部                     | Winnie            |
| 2015年       | 四個女仔三個Bar                | Maria             |
| 2016年       | 愛·回家之八時入席              | Jenny             |
| 2016年       | 幕後玩家                       | Jane              |
| 2017年       | 乘勝狙擊                       | 蘇 媚（Soulmate） |
| 2017年       | 同盟                           | 李佳佳（波子）    |
| 2019年       | 包青天再起風雲                 | 賽關索            |
| 2020年       | 黃金有罪                       | Anna              |
| 2020年       | 木棘証人                       | 戴碧琪（Yuki）    |
| 2020年       | 愛美麗狂想曲（myTV Gold 首播） | 袁詠思            |
| 2021年       | 欺詐劇團                       | 樓家齡            |
| 2021年       | 星空下的仁醫                   | Betsy             |
| 2022年       | 凶宅清潔師（J2首播）           | 歐陽倩心          |
| 邵氏兄弟     |                                |                   |
| 2018年       | 守護神之保險調查               | 薇 薇（Kiki）     |

### 网络剧
| 首播            | 劇名         | 角色   |
| 愛奇藝          |              |        |
| 2018年          | 冒险王卫斯理 | 彩 虹  |
| big big channel |              |        |
| 2019年          | 我老婆唔係人 | 妻 子  |
| 2019年          | 我老婆唔係人 | 女朋友 |

### 綜藝節目
| 首播            | 節目名                          | 備註                                                |
| 無綫電視        |                                 |                                                     |
| 2010年          | 2010年度香港小姐競選決賽        | 15號参賽者                                          |
| 2010年          | 名人廚房                        | 第9集嘉賓                                           |
| 2010年          | 群星閃耀江門情                  | 演出嘉賓                                            |
| 2011年          | 問問Master Joe                  | 飾演「MJ特遣隊」外展隊長「AI - Sammi」              |
| 2011年          | 魔法擂台                        | 第3集嘉賓；「美女觀魔團」團員                       |
| 2011年          | 萬眾同心公益金                  | 演出嘉賓                                            |
| 2011年          | 千奇百趣省港澳                  | 第11集嘉賓                                          |
| 2012年          | 姊妹淘                          | 第二輯 第27 - 29集嘉賓                              |
| 2012年          | 千奇百趣高B班                   | 第14集嘉賓                                          |
| 2012年          | 食得峰騷                        | 第12集嘉賓                                          |
| 2012年          | 千奇百趣東南亞                  | 第17集嘉賓                                          |
| 2012年          | 瘋狂歷史補習社                  | 演出第17集                                          |
| 2012年          | 今日VIP                         | 12月27日嘉賓                                        |
| 2013年          | 姊妹淘                          | 第二輯 第65集嘉賓                                   |
| 2013年          | 兄弟幫                          | 第808、809、887、888、927及928集 嘉賓；演出第1001集 |
| 2013年          | 反斗紅星放暑假                  | 演出第8及9集                                        |
| 2014年          | 姊妹淘                          | 第二輯 第215、217、287及289集嘉賓                   |
| 2014年          | 活得好Easy                      | 第9集嘉賓                                           |
| 2014年          | 兄弟幫                          | 第1055、1056、1105、1106、1175及1176集嘉賓          |
| 2014年          | 我要做老闆                      | 第9集嘉賓                                           |
| 2014年          | 千奇百趣玩HIGH D                | 第10集嘉賓                                          |
| 2015年          | 街坊廚神舌戰新台韓              | 助手                                                |
| 2015年          | Think Big 大明星                | 第162集嘉賓                                         |
| 2015年          | 超強選擇1分鐘                   | 第3集嘉賓                                           |
| 2015年          | 兄弟幫                          | 第1412、1417、1457及1458集嘉賓                      |
| 2015年          | 都市閒情                        | 8月13日嘉賓                                         |
| 2015年          | 2015年度香港小姐競選            | 星級評判團成員                                      |
| 2015年          | 今日VIP                         | 9月4日嘉賓                                          |
| 2015年          | 活得健康嗎？                    | 第13集嘉賓                                          |
| 2016年          | 今日VIP                         | 1月1日嘉賓                                          |
| 2016年          | 夜宵磨                          | 第15集嘉賓                                          |
| 2016年          | 暖DD·食平D                      | 第10集嘉賓                                          |
| 2016年          | 姊妹淘                          | 第二輯 第545及546集嘉賓                             |
| 2016年          | 萬千星輝團年飯                  | 嘉賓                                                |
| 2016年          | myTV SUPER呈獻：萬千星輝睇多D   | 演出嘉賓                                            |
| 2016年          | Think Big 遊學團                | 第406集嘉賓                                         |
| 2016年          | myTV SUPER 呈獻：萬千星輝放暑假 | 演出嘉賓                                            |
| 2016年          | 區區開伙                        | 第10集嘉賓                                          |
| 2016年          | 香港先生選舉                    | 嘉賓                                                |
| 2016年          | 我愛香港                        | 第6集嘉賓                                           |
| 2016年          | 你健康嗎？                      | 第二輯 第15集嘉賓                                   |
| 2016年          | 街坊廚神舌戰東京                | 助手                                                |
| 2016年          | 萬千星輝賀台慶                  | 演出嘉賓                                            |
| 2016年          | 我愛香港                        | 第16集嘉賓                                          |
| 2016年          | 2017 TVB節目巡禮星光晚宴        | 嘉賓                                                |
| 2016年          | 區區添食平安夜                  | 嘉賓                                                |
| 2017年          | 2017國際中華小姐競選            | 華麗評判團成員                                      |
| 2017年          | 2017國泰航空新春國際匯演之夜    | 演出                                                |
| 2017年          | 有樓萬事足？                    | 第3集嘉賓                                           |
| 2017年          | 千奇百趣特工隊                  | 第5集嘉賓                                           |
| 2017年          | Ben Sir研究院                   | 第8集嘉賓                                           |
| 2017年          | #後生仔傾偈                     | 第5、6集嘉賓                                        |
| 2017年          | 群星拱照big big channel         | 嘉賓                                                |
| 2017年          | Ben Sir睇樓團                   | 第一輯 第6集嘉賓                                    |
| 2017年          | 寵物大聯萌                      | 第9集嘉賓                                           |
| 2017年          | 終極街頭魔法王                  | 第3集嘉賓                                           |
| 2017年          | TVB金禧晚宴暨2018節目巡禮       | 嘉賓                                                |
| 2017年          | 萬千星輝賀台慶                  | 演出嘉賓                                            |
| 2017年          | #後生仔傾偈                     | 第40集嘉賓                                          |
| 2017年          | 粵講粵㜺鬼                      | 第三輯 第19集嘉賓                                   |
| 2018年          | 人生有幾多個福祿壽              | 嘉賓                                                |
| 2018年          | 新春開運王                      | 第三輯 第6集嘉賓                                    |
| 2018年          | 新春開運迎豐年                  | 演出嘉賓                                            |
| 2018年          | Do姐有問題                      | 第二輯 第2集嘉賓                                    |
| 2018年          | 降魔的 捉妖遊戲                 | 演出；飾演狐女                                      |
| 2018年          | 今日VIP                         | 7月26日嘉賓                                         |
| 2018年          | 美女廚房                        | 第10集參賽者                                        |
| 2018年          | 愛與山同行                      | 演出                                                |
| 2018年          | 電競王                          | 第2、18集嘉賓                                       |
| 2019年          | 2019國際中華小姐競選            | 評判團成員                                          |
| 2019年          | 娛樂大家                        | 第3集嘉賓                                           |
| 2019年          | Ben Sir睇樓團                   | 第三輯 第2集嘉賓                                    |
| 2019年          | 香港唱好演唱會                  | 演出嘉賓                                            |
| 2019年          | 長命不老                        | 第3集嘉賓                                           |
| 2019年          | 娛樂大家                        | 第二輯 第16集嘉賓                                   |
| 2020年          | 娛樂大家10點半                  | 娛樂家族成員之一                                    |
| 2020年          | Do姐有問題                      | 第四輯 第2集嘉賓                                    |
| 2020年          | 網購攻略＋big big shop感謝祭    | 演出                                                |
| 2020年          | 娛樂大家                        | 第四輯 娛樂家族成員                                 |
| 2020年          | 我要做業主                      | 第7集嘉賓                                           |
| 2020年          | 姊妹淘                          | 第四輯 第194集嘉賓                                  |
| 2021年          | 煮場爭霸                        | 第19集嘉賓                                          |
| 2021年          | 開心大綜藝                      | 演出                                                |
| 2021年          | 死因有可疑                      | 演出（飾演張校花、張醫生）                          |
| 2021年          | 識貨                            | 演出第2、3集                                        |
| 2021年          | We Miss Hong Kong冠冕繼承者     | 演出                                                |
| big big channel |                                 |                                                     |
| 2017年          | 明星麻雀王大賽                  | 演出                                                |
| 2017年          | 港姐妝速挑戰賽                  | 演出                                                |
| TVNAsia         |                                 |                                                     |
| 2017年          | 韓味道4                         | 助手                                                |

### 主持節目
| 首播          | 節目名                              | 備註                                                                               |
| 無綫電視      |                                     |                                                                                    |
| 2011年        | 安樂蝸                              | 與狄易達、林穎彤、李君妍、曾建怡及余應彤合作                                       |
| 2011年        | 香港演義                            | 第一輯；與王喜合作                                                                 |
| 2012年        | 體通體透                            | 與歐錦棠、黎芷珊及郭田葰合作                                                       |
| 2013年        | 玩轉世界盃                          | 與何傲兒、吳家樂、李思雅、陳國峰及黎國輝合作                                       |
| 2014年        | 食力派                              | 與張景淳合作                                                                       |
| 2014年        | 熱爆巴西                            | 與何輝、李偉文、苟芸慧、高鈞賢、陳貝兒、陳恩能、潘文迪、鄧佩儀、鍾志光及何振然合作 |
| 2014年        | Go! Yama Girl                       | 第二輯；與蔣家旻、陳婉衡、歐陽巧瑩及陳偉琪合作                                     |
| 2014年        | 山系女行Yama Girl                   | 第二輯；與蔣家旻、陳婉衡、歐陽巧瑩及陳偉琪合作                                     |
| 2014年        | 學是學非                            | 第二輯 第6集加入；與李佳芯、梁嘉琪、黃心穎、麥美恩及湯洛雯合作                     |
| 2014 - 2016年 | 文化新領域                          | 與張景淳、朱滙林、焦浩軒及莊思明合作                                               |
| 2015年        | 3日2夜                              | 第一輯；第23、24、35、36、79及80集                                                 |
| 2015年        | 羊洋喜氣花車巡遊匯演                | 與翟威廉、蔡思貝、許家傑及李思捷合作                                               |
| 2015年        | 春花舞動                            | 3月22日；與陳國峰合作                                                              |
| 2015年        | 滾動四國                            | 與翟威廉合作                                                                       |
| 2015年        | 進擊昇龍道                          | 與金剛合作                                                                         |
| 2015年        | 這個聖誕不怕冷                      | 德國篇；與梁嘉琪、李佳芯及麥美恩合作                                               |
| 2016年        | 學是學非                            | 第三輯；與李佳芯、梁嘉琪、黃心穎、麥美恩及湯洛雯合作                               |
| 2016年        | Do姐有問題                          | 擔任「問題少女」；台北及高雄篇                                                     |
| 2016年        | 丙申年沙田龍舟競渡                  | 與文雅、麥美恩、鍾志光及安德尊合作                                                 |
| 2017年        | #後生仔去台灣傾吓偈                   | 與陸浩明、劉穎鏇及余德丞合作                                                       |
| 2017年        | 學是學非                            | 第五輯；與梁嘉琪、黃心穎、麥美恩、湯洛雯、劉穎鏇、馮盈盈、張寶兒及鄺潔楹合作       |
| 2017年        | 躍動沙田單車及長跑嘉年華            | 與黃耀英及胡諾言合作                                                               |
| 2018年        | 深夜美食團                          | 與崔建邦、張致恆、思霆、黃愷怡、林希靈及譚永浩合作                                 |
| 2018年        | 深夜美食團 真的愛我媽               | 與崔建邦及思霆合作                                                                 |
| 2018年        | TVB 2018影視展星勢                  | 與崔建邦合作                                                                       |
| 2018年        | 戊戌年沙田龍舟競渡                  | 與宋熙年、陳約臨、鄺潔楹、安德尊及鍾志光合作                                       |
| 2018年        | 學是學非                            | 第六輯；與梁嘉琪、麥美恩、湯洛雯、劉穎鏇、馮盈盈、張寶兒、鄺潔楹及何依婷合作       |
| 2018年        | big big channel大公司周年慶         | 與農夫、陸浩明、麥美恩、麥明詩及馮盈盈合作                                         |
| 2018年        | 潮玩高鐵遊樂園                      | 與許家傑合作                                                                       |
| 2019年        | 博愛歡樂傳萬家                      | 與梁嘉琪、黃心穎、張寶兒及何依婷合作                                               |
| 2020年        | 你估我唔到                          | 與林盛斌合作                                                                       |
| 2020年        | 熱賣開催+big big動漫節              | 主持之一                                                                           |
| 2020年        | 諸朋好友                            | 與崔建邦合作                                                                       |
| 2021年        | 諸朋好友萬千星輝夜                  | 與崔建邦合作                                                                       |
| 2021年        | 天天開運王                          | 第二輯；與薛家燕、馮盈盈、林盛斌、區永權、李丞責、麥玲玲、楊皓雲及陳定幫合作       |
| 2021年        | 開運王金牛迎新歲                    | 與馮盈盈、林盛斌、區永權、李丞責、麥玲玲及陳定幫合作                               |
| 2021年        | big big shop多多著數                | 與陳詩欣合作                                                                       |
| 2021年        | 你又估我唔到                        | 與林盛斌合作                                                                       |
| 2021年        | 諸朋好友                            | 第二輯；與崔建邦及陳凱琳合作                                                       |
| 2021年        | 死因有可疑                          | 與游嘉欣合作                                                                       |
| 2021年        | 明星運動會                          | 與鍾志光、陳庭欣、朱凱婷、崔建邦、戴祖儀、黃庭鋒及林盛斌合作                       |
| 2021年        | We Miss Hong Kong STAY-cation晉級賽 | 主持之一                                                                           |
| 2021年        | 代溝關注組                          | 與區永權合作                                                                       |
| 2022年        | 答得快 好世界                       | 與鄭衍峰合作                                                                       |

### 電影
| 首映   | 電影名                       | 角色               |
| 2013年 | 2013我愛HK恭囍發財           | 歌舞街坊           |
| 2016年 | 刑警兄弟                     | Candy              |
| 2016年 | 使徒行者                     | 刑事情報科探員     |
| 2018年 | 濟公之英雄歸位               | 九天玄女           |
| 2019年 | 最佳男友進化論（男神訓練營） |                    |
| 微電影 |                              |                    |
| 2016年 | 洗衣鋪群星事件簿             | 張秀文（第十二集） |

### 歌曲
- 2016年：Amazing Summer 主題曲 《乘風》  （页面存档备份，存于）

### 電台節目
- 2015年3月7日：商業電台叱咤903《公子會》 - 公子夜王（嘉賓） （页面存档备份，存于）
- 2016年4月7日：商業電台叱咤903《早霸王》（嘉賓）

### 廣告
| 年份   | 產品                                                          |
| 2015年 | TOSHIBA「純蒸氣烤焗水波爐」 （页面存档备份，存于）            |
| 2015年 | 日本富士皇「抽油煙機」（與孫慧雪合作） （页面存档备份，存于） |
| 2015年 | 五丰「大閘蟹」 （页面存档备份，存于）                           |
| 2019年 | 藍妹啤酒「轉一轉 飛一轉 飲藍妹 一轉即飛」                     |

## 曾獲獎項與提名
| 年份   | 獎項                                                                                       | 結果 |
| 2010年 | 2010年度香港小姐競選亞軍                                                                   | 獲獎 |
| 2015年 | 萬千星輝頒獎典禮2015「最佳節目主持」（與李佳芯、梁嘉琪、黃心穎、麥美恩、湯洛雯一同獲提名） | 提名 |
| 2016年 | YAHOO!人氣大獎2016 頒獎典禮「至尊獎項 - 圖片搜尋次數最多的人物」                           | 獲獎 |
| 2018年 | 最受歡迎企業活動司儀大獎2018「最受歡迎企業活動司儀」                                       | 獲獎 |
| 2018年 | 2018香港電視大獎「女配角獎（劇集）」                                                       | 提名 |
| 2020年 | 萬千星輝頒獎典禮2020「最佳節目主持」                                                       | 提名 |

## 外部連結
- 張秀文的新浪微博
- 張秀文的Instagram帳戶
- 張秀文在香港影庫上的簡介

| 前任： 李姿敏 | 香港小姐競選亞軍 2010年 | 繼任： 朱希敏 |